# Sarah Buis
Sarah Buis (De Bilt, 20 de março de 2000) é uma jogadora de polo aquático neerlandesa.

## Carreira
Buis compete novamente pelo UZSC em Utrecht desde 2022. Ela começou a jogar pólo aquático em Brandenburg, em Bilthoven, e mudou para o UZSC ainda jovem, onde rapidamente passou para o time titular. Na temporada 2021-2022 jogou pelo principal clube húngaro Dunaújváros, com o qual chegou à final do Troféu LEN em 2022.
Buis fez sua estreia pela seleção holandesa em março de 2019, durante os jogos da Liga Mundial em Rotterdam. Ela também fez parte do elenco que conquistou a prata na Super Final da Copa do Mundo de 2023. O Campeonato Mundial de 2023 ocorreu no mesmo ano em Fukuoka, onde ela conquistou o ouro com a seleção holandesa.
Nos Jogos Olímpicos de Verão de 2024, em Paris, conquistou a medalha de bronze no torneio feminino do polo aquático, após vencer confronto contra a equipe dos Estados Unidos por 11–10 na disputa pelo terceiro lugar.